# Liste des émissions de la télévision franco-ontarienne
Ceci est une liste non exhaustive des émissions de télé franco-ontarienne.

## TFO
Émission d'information
- Panorama

Émissions Adolencents
- Volt
- C'est d'mes affaires

Séries/Dramatique
- Faites le Deux
- FranCœur
- Planète Country
- Pointe-aux-chimères
- Météo+
- Villages et Visages

## Mini Tfo
- Petit Ours
- Pinky Dinky Doo
- Super Machines
- C'est moi l'espion
- Max et Ruby
- La Famille Berenstain
- Bravo Gudule
- Benjamin
- Arthur
- Picoli et Lirabo
- Mon Amie Maya
- Bibi et Genevieve ou Zoe
- Papi Bonheur
- Babar
- Georges rétrécit

## Méga TFO
Quiz/Jeu télévisée
- Mégallô

Emissions Jeunesse
- Science Point Com
- Histoire Max
- Moitié moitié
- Tékitoi
- Sam Chicotte
- Grand Galop
- Amandine Malabul
- Coups de génie
- Les Marmithons
- Rivaux mais pas trop
- Degrassi : La Nouvelle Génération
- Perle et Mystère
- Les Débrouillards
- Radio Enfer